# 李潞
李潞（1961年4月—），辽宁丹东人，汉族，中华人民共和国政治人物，中国致公党党员，第十三届全国人民代表大会辽宁地区代表。

## 生平
2018年2月24日，当选为第十三届全国人大代表。